# Crucifixió (Dalí)
La Crucifixió (Corpus Hypercubus) és una pintura a l'oli feta per Salvador Dalí l'any 1954 que mostra la Crucifixió de Jesús, encara que ho fa desviant-se dels tradicionals retrats. Mostra Jesucrist en una xarxa polihèdrica d'un hipercub i afegeix elements del surrealisme. És una de les pintures més conegudes del darrer període de Salvador Dalí. Es troba al Metropolitan Museum of Art de Nova York

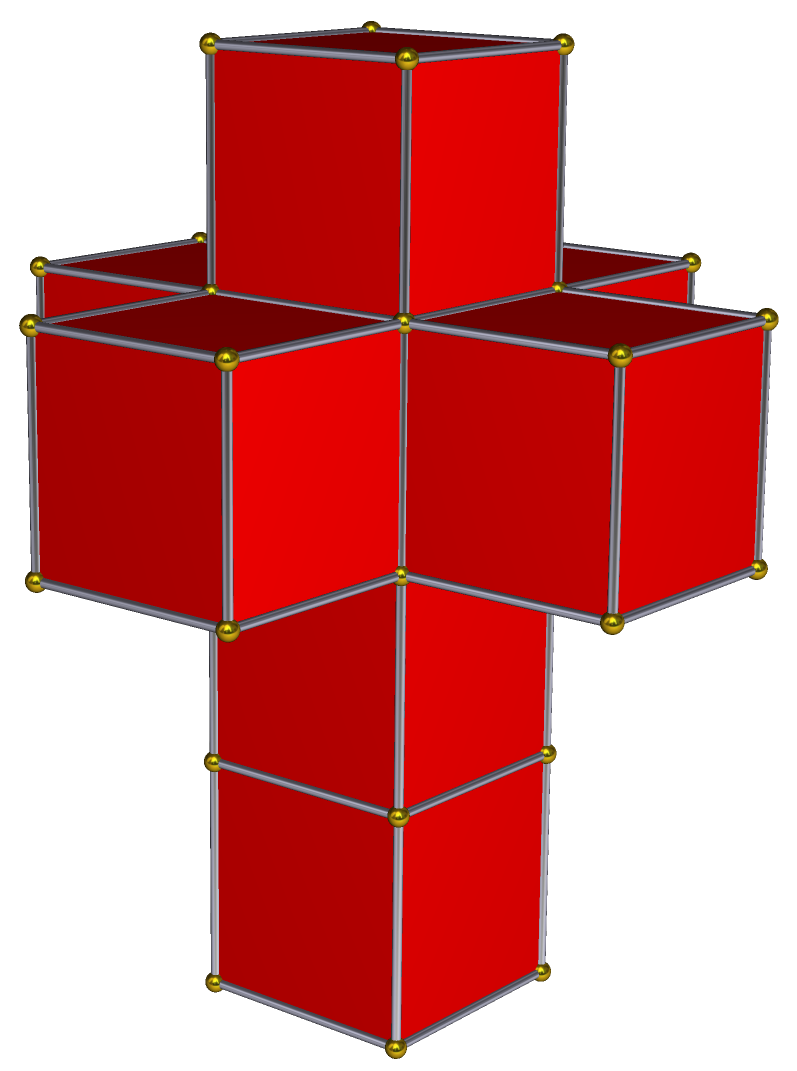
Una xarxa polihèdrica d'un hipercub, que inspira aquesta obra de Salvador Dalí

La caiguda de la bomba atòmica sobre Hiroshima el va impressionar i el pintor va publicar l'any 1951 un Manifest Místic on va presentar la seva teoria del misticisme nuclear que combinava els interessos en el catolicisme, la matemàtica, la ciència i la cultura catalana en un esforç pels valors i les tècniques clàssiques que utilitza a bastament en el seu Corpus Hypercubus.,